# متا هگزامید
متا هگزامید (به انگلیسی: Metahexamide) با فرمول شیمیایی C۱۴H۲۱N۳O۳S یک ترکیب شیمیایی با شناسه پاب‌کم ۱۱۲۵۹ است. که جرم مولی آن ۳۱۱٫۴ g/mol می‌باشد. 